# Kostel svatého Vojtěcha (Ratibořské Hory)
Kostel svatého Vojtěcha v Ratibořských Horách je kulturní památka a farní kostel římskokatolické farnosti Ratibořské Hory.

## Historie kostela
Kostel pochází z druhé poloviny 14. století, byl postaven v gotickém stylu. Je zde shoda s půdorysem kostela v sousedních Ratibořicích. V letech 1720-1722 byl přestavěn v barokním stylu – stavebníkem byl Adam František ze Schwarzenbergu). Do roku 1786 Ratibořské Hory patřily pod farnost Chýnov.

## Popis kostela
Stavba kostela je orientovaná. Chrámová loď má plochý strop; vstup do kostela v jižní stěně lodi má klenutý vchod (segmentově). Pravoúhlý presbytář má křížovou klenbu. Sakristie má valenou klenbu s výsečemi; do sakristie je zvenku samostatný vchod. Věž kostela je třípatrová, přistavená k západnímu průčelí chrámové lodi. Věž má cibulovou báň. Hlavní vchod do kostela přes předsíňku, umístěnou vespodu chrámové věže, má klenutý vchod (segmentově). 

## Zařízení kostela
Zařízení kostela je pseudobarokní. Obraz svatého Vojtěch na hlavním oltáři, obrazy Panny Marie a svatého Jana Nepomuckého na bočních oltářích a obraz Piety v chrámové lodi byly namalovány Bedřichem Kamarýtem. Varhany vyrobil Vincenc Skopek.